# Parti démocrate des retraités slovènes
Pour les articles homonymes, voir Parti des retraités.
Le Parti démocrate des retraités slovènes (en slovène : Demokratična stranka upokojencev Slovenije, DeSUS) est un parti politique slovène centriste et social-libéral.

## Affiliation européenne
Le DeSUS rejoint le Parti démocrate européen (PDE) en février 2019. Karl Erjavec, dirigeant du parti pendant 15 ans, devient vice-président du Parti démocrate européen en avril 2019.

## Résultats électoraux

### Élections législatives
| Année | %    | #      | Députés | Gouvernement                                                              |
| ----- | ---- | ------ | ------- | ------------------------------------------------------------------------- |
| 1996  | 4,3  | 6e     | 5 / 90  | Drnovšek III (1997-2000), opposition (2000)                               |
| 2000  | 5,2  | 6e ()  | 4 / 90  | Drnovšek IV (2000-2002), Rop (2002-2004)                                  |
| 2004  | 4,0  | 7e ()  | 4 / 90  | Janša I                                                                   |
| 2008  | 7,5  | 4e ()  | 7 / 90  | Pahor (2008-2011), opposition (2011)                                      |
| 2011  | 7,0  | 5e ()  | 6 / 90  | Janša II (2011-02/2013), opposition (02-03/2013), Bratušek (03/2013-2014) |
| 2014  | 10,2 | 3e ()  | 10 / 90 | Cerar                                                                     |
| 2018  | 4,9  | 8e ()  | 5 / 90  | Šarec (2018-2020), Janša III (2020), opposition (2020-2022)               |
| 2022  | 0,7  | 17e () | 0 / 90  | Extra-parlementaire                                                       |

### Élections européennes
| Année | %    | #     | Députés | Groupe |
| ----- | ---- | ----- | ------- | ------ |
| 2004  | 21,9 | 1er   | 0 / 7   |        |
| 2009  | 7,9  | 6e    | 0 / 7   |        |
| 2014  | 8,1  | 4e () | 1 / 8   | ADLE   |
| 2019  | 5,7  | 6e () | 0 / 8   |        |